# PKB Padinska Skela
PKB Padinska Skela – serbski klub piłkarski z podbelgradzkiej miejscowości Padinska Skela. Obecnie klub występuje w II lidze serbskiej, w okręgu Srpska Liga Belgrad.